# Roemeense Communistische Partij
De Roemeense Communistische Partij (PCR) (Roemeens: Partidul Comunist Român) was de regerende communistische partij in Roemenië. De partij werd na de Eerste Wereldoorlog opgericht. Tussen de oorlogen in was het een vrij onbeduidende partij qua ledenaantal, doch ontplooide een grote activiteit en organiseerde vele stakingen, wat reden was voor de regering om haar te verbieden. Na de fascistische machtsovername door maarschalk Ion Antonescu en de Duitse bezetting (1941) sloot de RCP zich aan bij het verzet. Zowel de Roemeense Communistische Partij als de Socialistische Alliantie Partij claimen de opvolger van de PCR te zijn.
Na de val van Antonescu (augustus 1944) werd de RCP een legale partij onder de naam Roemeense Arbeiderspartij en opgenomen in de nationale regering (sedert 1945 de regering van het "Nationaal Democratisch Front" geheten). Met steun van de Sovjet-Russische bezettingsmacht wist de RWP haar macht te consolideren.
In oktober 1945 werd Gheorghe Gheorghiu-Dej secretaris-generaal van de communistische partij. In 1947 zetten de communisten koning Michaël van Roemenië af werd het land een volksrepubliek. Sindsdien vervulde de RWP de rol van voorhoedepartij en was het tevens tot 1989 de enige legale partij.
Na de dood van Gheorghiu-Dej in 1965 werd Nicolae Ceaușescu tot secretaris-generaal van partij gekozen en wijzigde haar naam van Roemeense Werkerspartij in Roemeense Communistische Partij (RCP).
In december 1989 werd Ceaușescu tijdens een volksopstand afgezet en de RCP verboden (26 december 1989) door het Front voor Nationale Redding. Restanten van de oude RCP organiseerden zich tot de Roemeense Sociaaldemocratische Partij (RSDP) die in 2001 opging in de Sociaaldemocratische Partij (SDP).

## Structuur
Als "hoogste orgaan" van de RCP gold officieel het partijcongres. Het partijcongres koos het Centraal Comité dat uit kandidaats- en stemhebbende leden bestond. De werkelijke macht berustte echter bij het Politbureau (sinds 1972 Politiek Uitvoerend Comité genaamd), dat werd gekozen door het Centraal Comité. In 1974 kreeg het Politiek Uitvoerend Comité een presidium, het Permanente Bureau. Als secretaris-generaal van de RCP oefende Ceaușescu een haast ongelimiteerde macht uit.
|  |  |              |              |              |              |              |              | Secretaris-Generaal                                    |  |                 |                 |                 |                 |                 |                 |  |  |
|  |  |              |              |              |              |              |              |                                                        |  |                 |                 |                 |                 |                 |                 |  |  |
|  |  |              |              |              |              |              |              | Permanente Bureau van het Politieke Uitvoerende Comité |  |                 |                 |                 |                 |                 |                 |  |  |
|  |  |              |              |              |              |              |              |                                                        |  |                 |                 |                 |                 |                 |                 |  |  |
|  |  |              |              |              |              |              |              | Politieke Uitvoerende Comité                           |  |                 |                 |                 |                 |                 |                 |  |  |
|  |  |              |              |              |              |              |              |                                                        |  |                 |                 |                 |                 |                 |                 |  |  |
|  |  | Secretariaat | Secretariaat | Secretariaat | Secretariaat | Secretariaat | Secretariaat |                                                        |  | Centraal Comité | Centraal Comité | Centraal Comité | Centraal Comité | Centraal Comité | Centraal Comité |  |  |
|  |  | Secretariaat | Secretariaat | Secretariaat | Secretariaat | Secretariaat | Secretariaat |                                                        |  | Centraal Comité | Centraal Comité | Centraal Comité | Centraal Comité | Centraal Comité | Centraal Comité |  |  |
|  |  |              |              |              |              |              |              |                                                        |  |                 |                 |                 |                 |                 |                 |  |  |
|  |  |              |              |              |              |              |              | Partijcongres                                          |  |                 |                 |                 |                 |                 |                 |  |  |